# Metellina curtisi
Metellina curtisi är en spindelart som först beskrevs av Henry Christopher McCook 1894.  Metellina curtisi ingår i släktet Metellina och familjen käkspindlar. Inga underarter finns listade i Catalogue of Life.